# Kloster Lüne

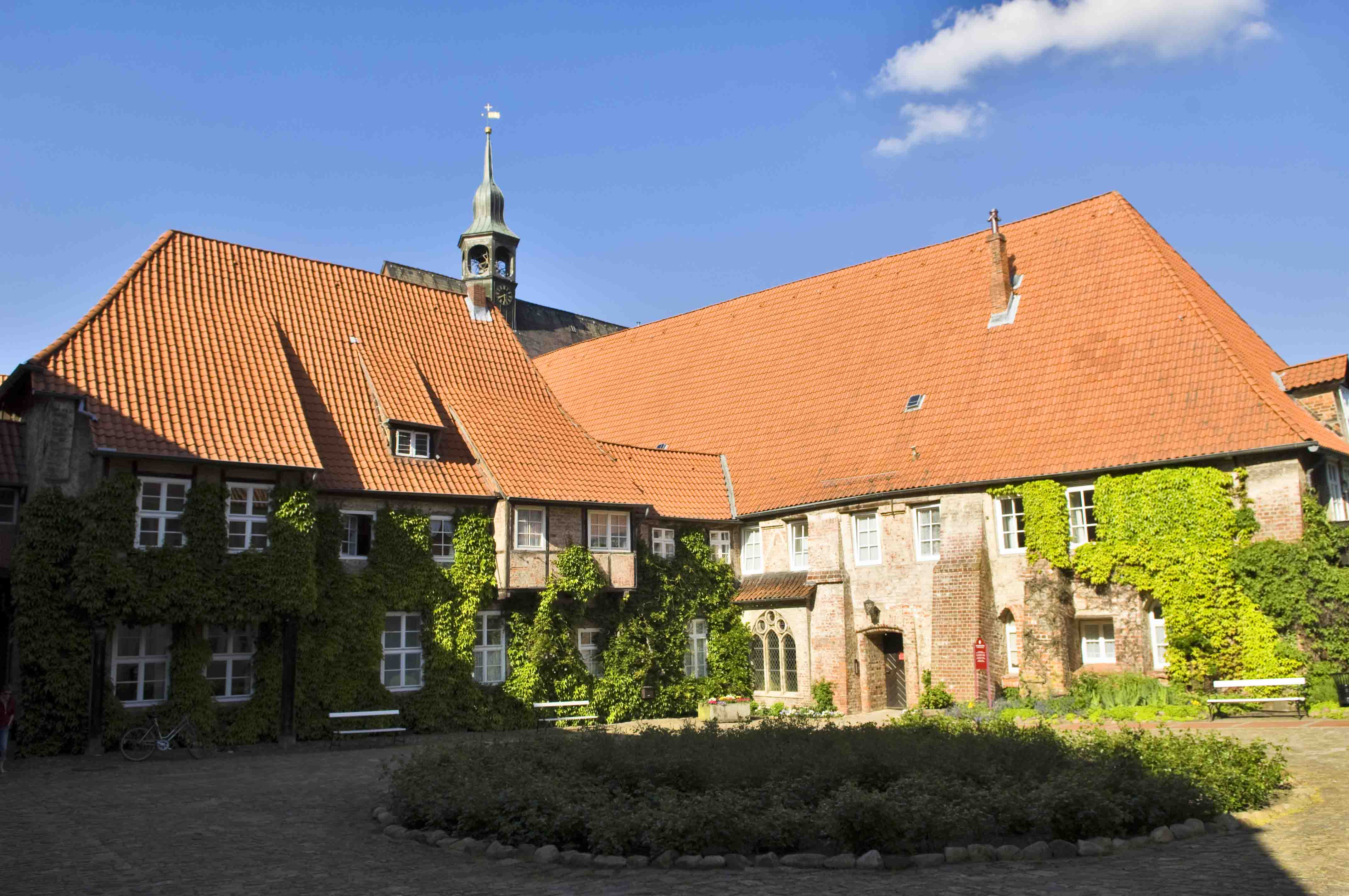
Kloster Lüne

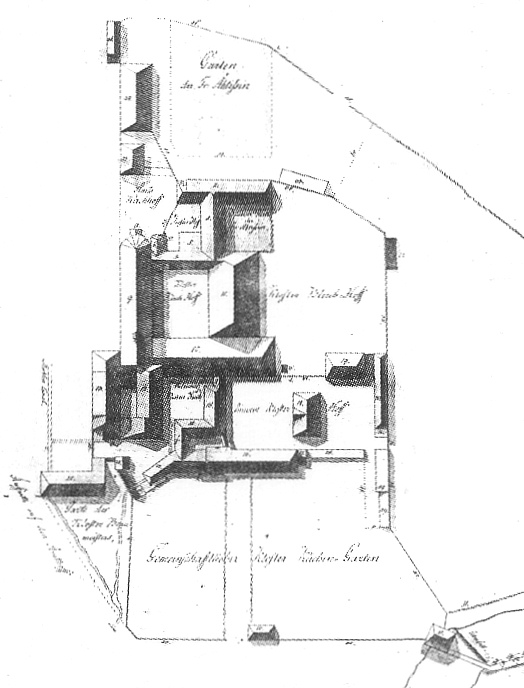
Lageplan der Klosteranlage 1800

Das Kloster Lüne ist ein ehemaliges Benediktinerinnenkloster und heutiges evangelisches Damenstift in der Stadt Lüneburg in Niedersachsen. Es ist eines von mehreren Klöstern, die von der Klosterkammer Hannover verwaltet werden. Äbtissin ist seit 2023 Amélie Gräfin zu Dohna, zuvor hatte Reinhild Freifrau von der Goltz seit 2008 dieses Amt inne.
Das 1172 gegründete Kloster etablierte sich bald als wohlhabende und autonome Lokalmacht in der Lüneburger Heide. Es rekrutierte seine Nonnen zumeist aus den einflussreichen Lüneburger Patrizierfamilien und beherbergte während des größten Teils seines Bestehens bis zu 60 Frauen. Sie erhielten eine Ausbildung in Latein, in den freien Künsten und in der christlichen Lehre sowie Liturgie. Im Laufe des 15. und 16. Jahrhunderts veränderte sich die Klosterstruktur zunächst durch die Klosterreform von 1481 und später durch die Reformation.

## Architektur
1380 wurde das Kloster nach einem Großbrand in Backsteingotik wiederaufgebaut. Der Kreuzgang, die einschiffige Kirche von 1412 und der Nonnenchor sind gut erhalten, ebenso das ehemalige Dormitorium (Schlafraum).

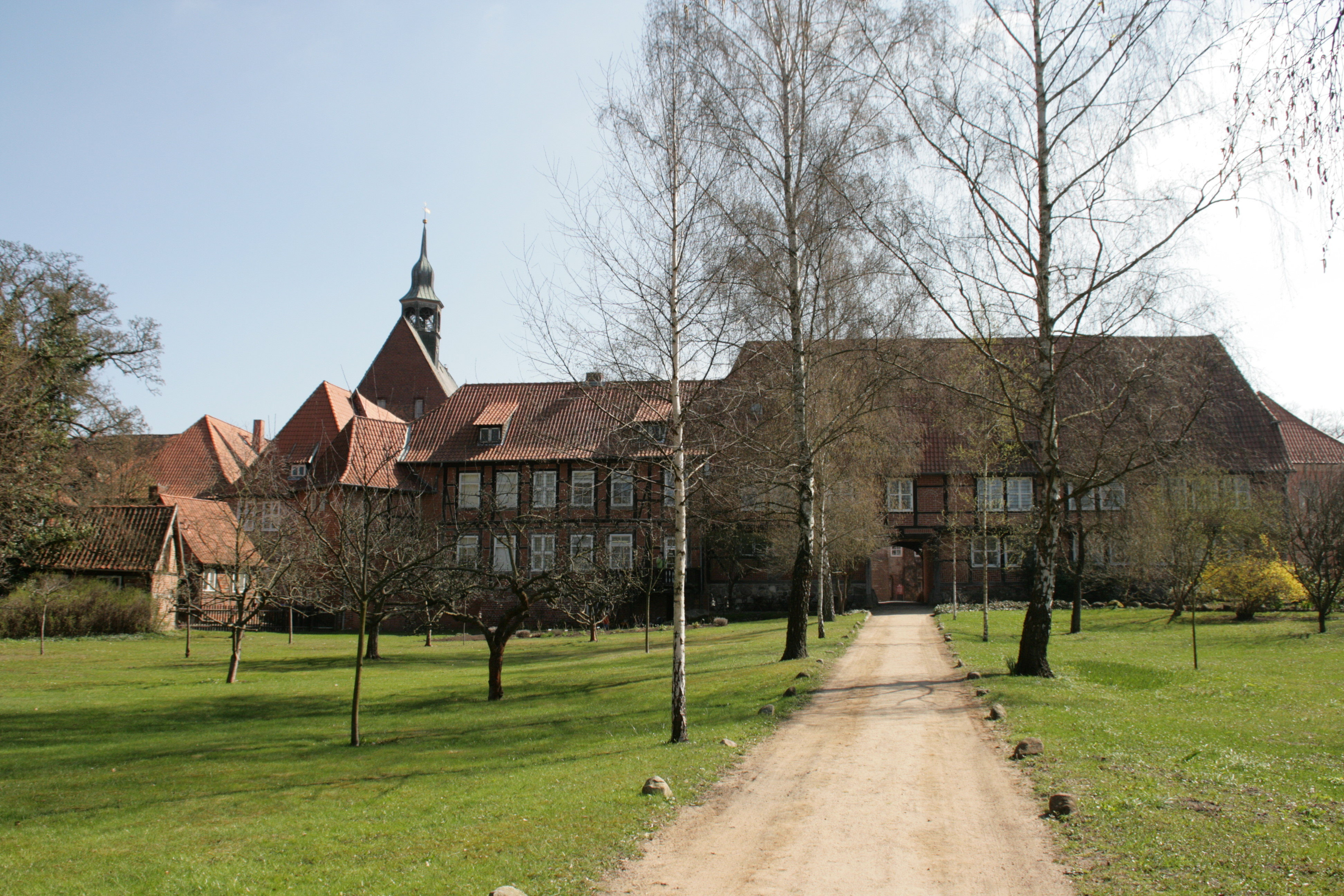
Gesamtanlage
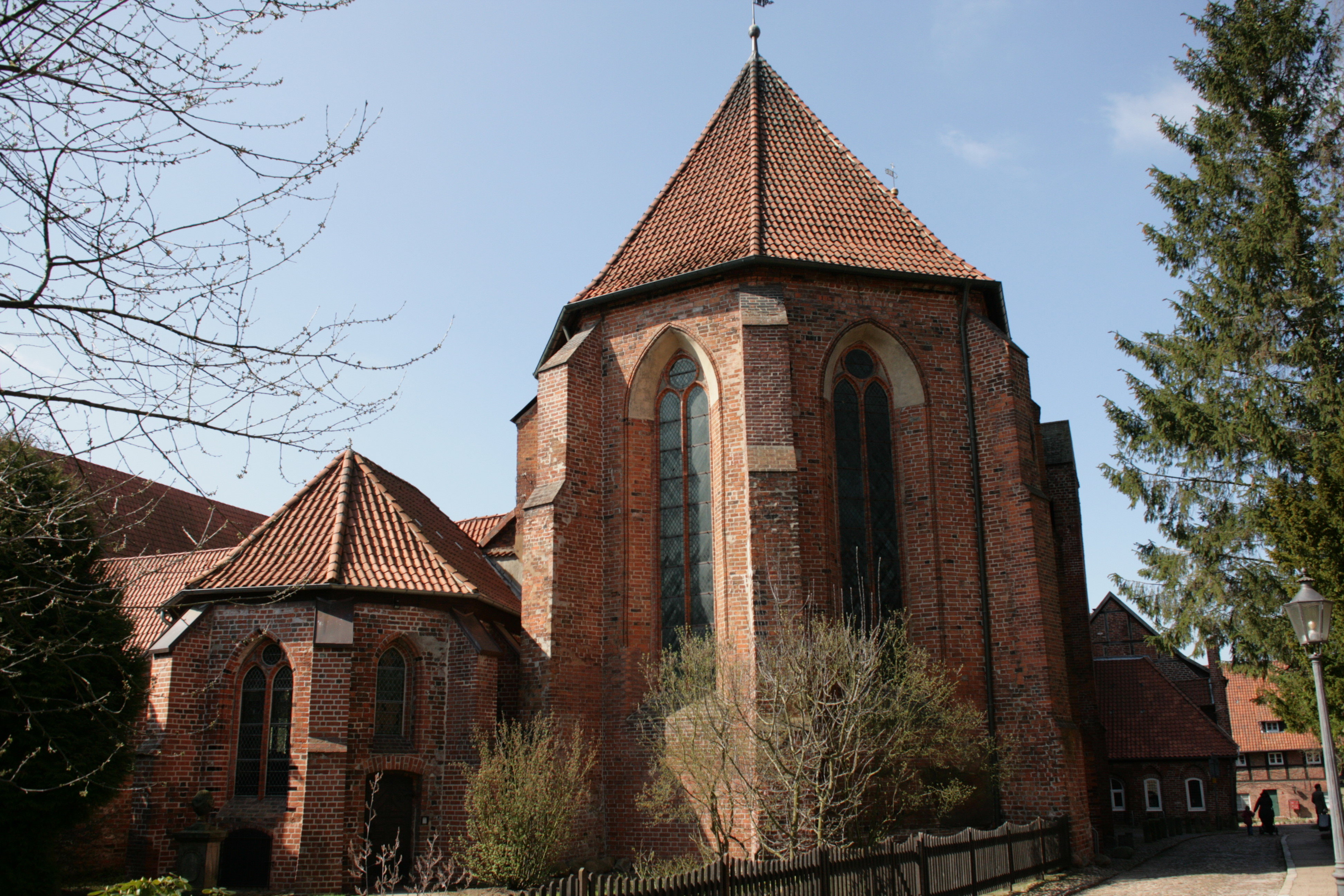
Klosterkirche
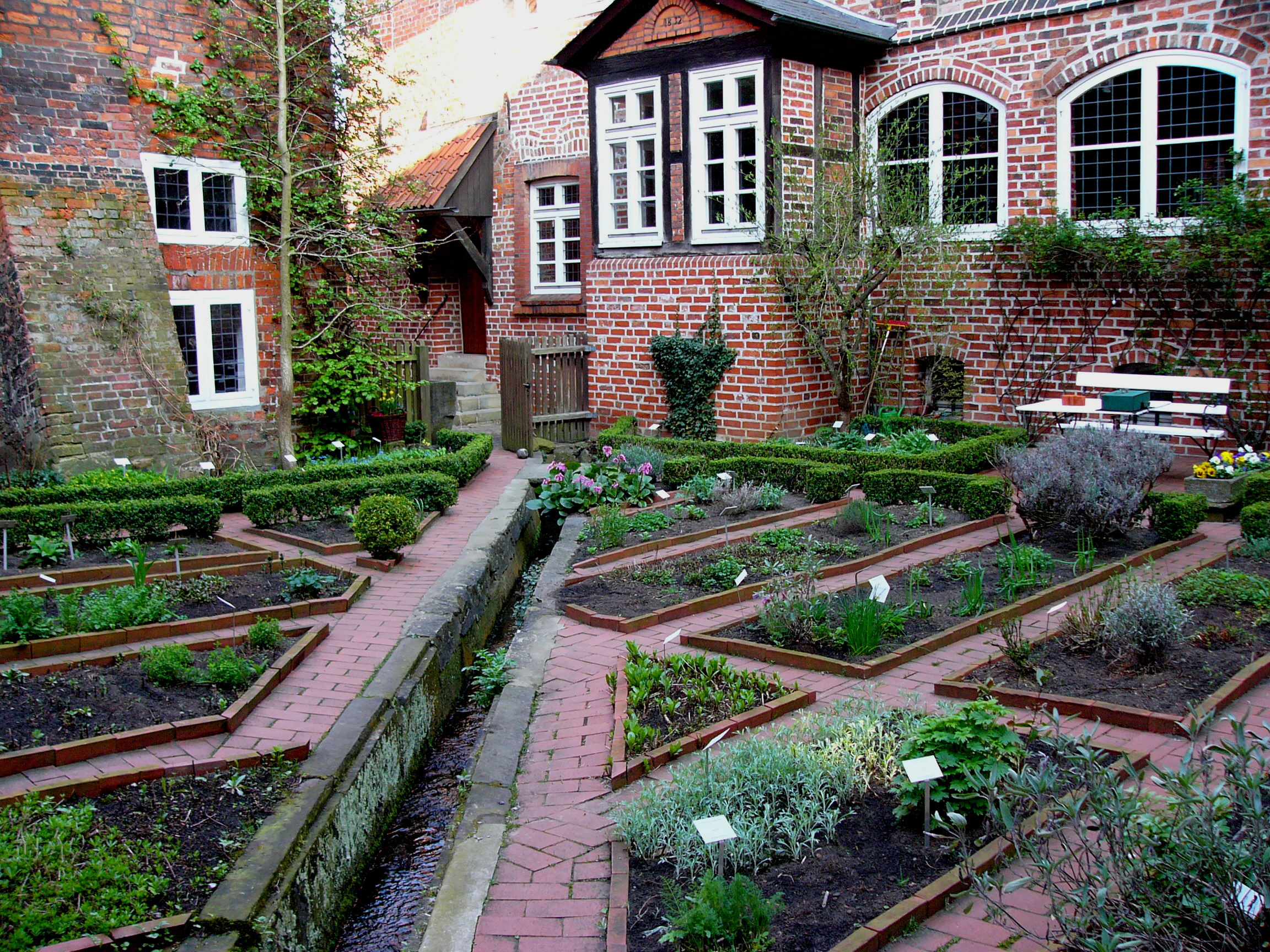
Klostergarten

## Innenräume
In der Kirche befindet sich auf dem Altar des Nonnenchors ein Bild aus der Werkstatt von Lucas Cranach dem Älteren. Das Hochaltar-Triptychon (Schnitzaltar) ist im frühen 16. Jahrhundert entstanden. Erwähnenswert sind Wandmalereien aus der Zeit um 1500 im Refektorium des Klosters.

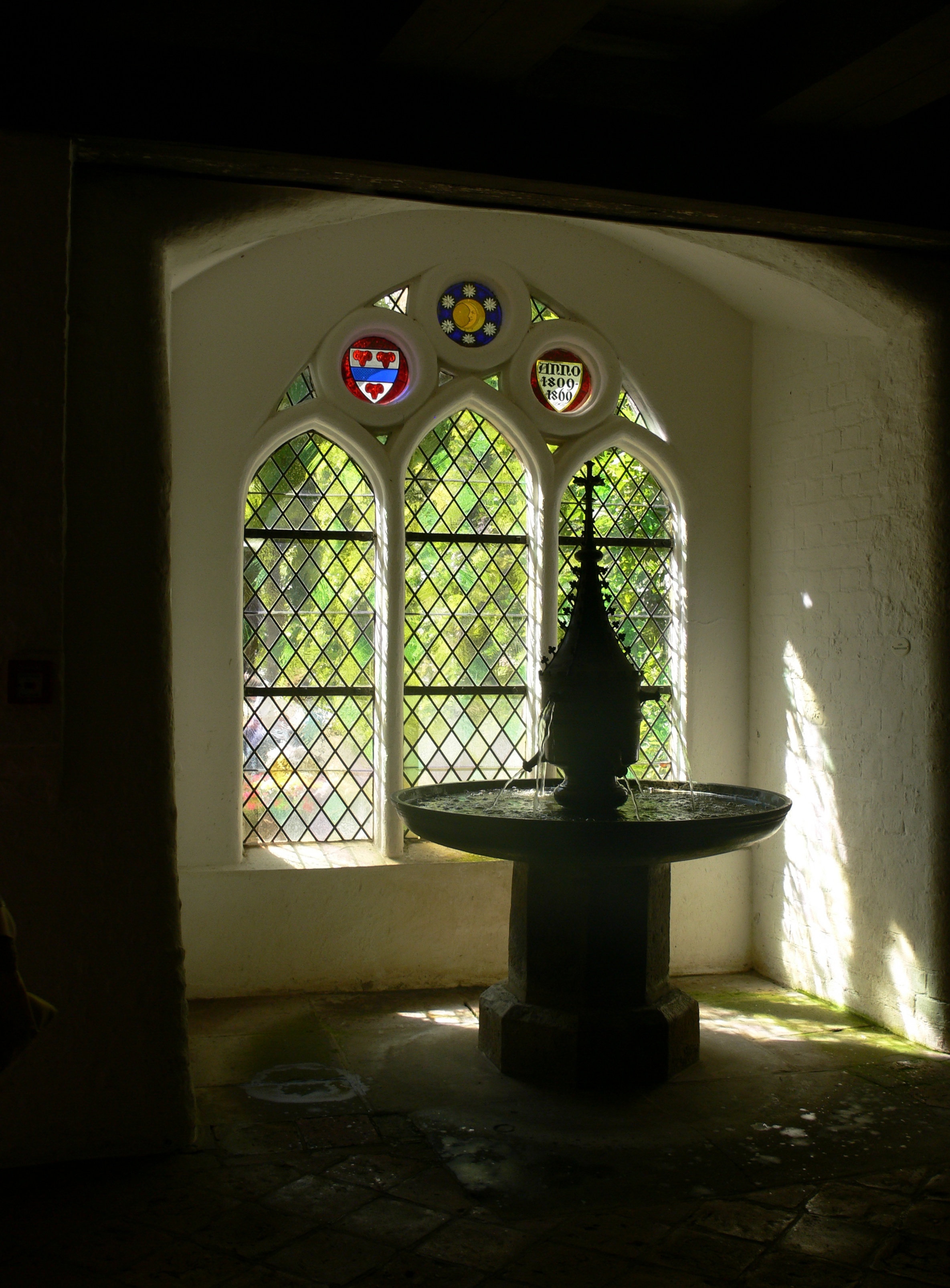
Der „Handstein“ genannte Laufbrunnen in der Eingangshalle
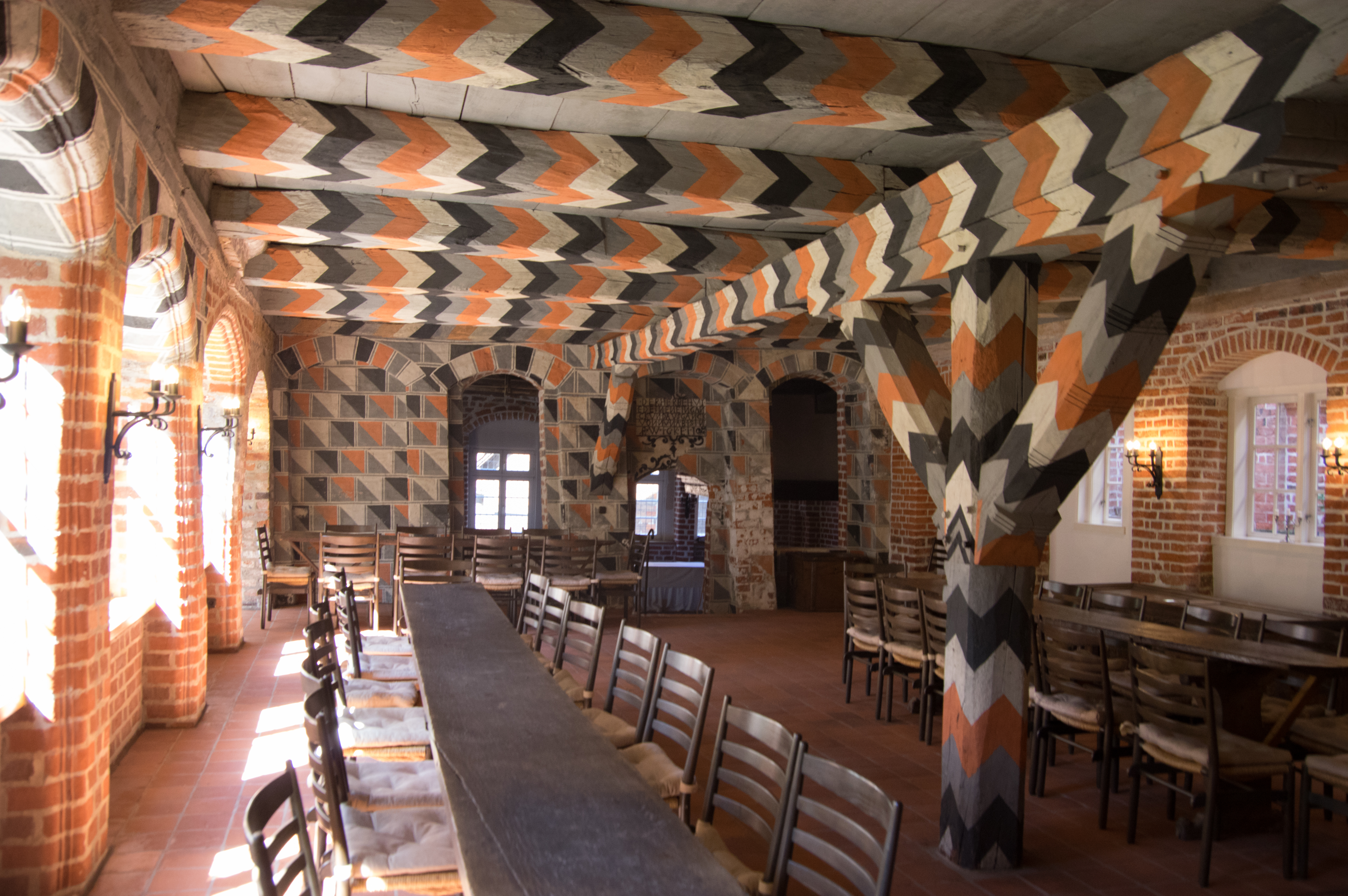
Sommerrefektorium (Remter), restauriert im Stil des 16. Jahrhunderts
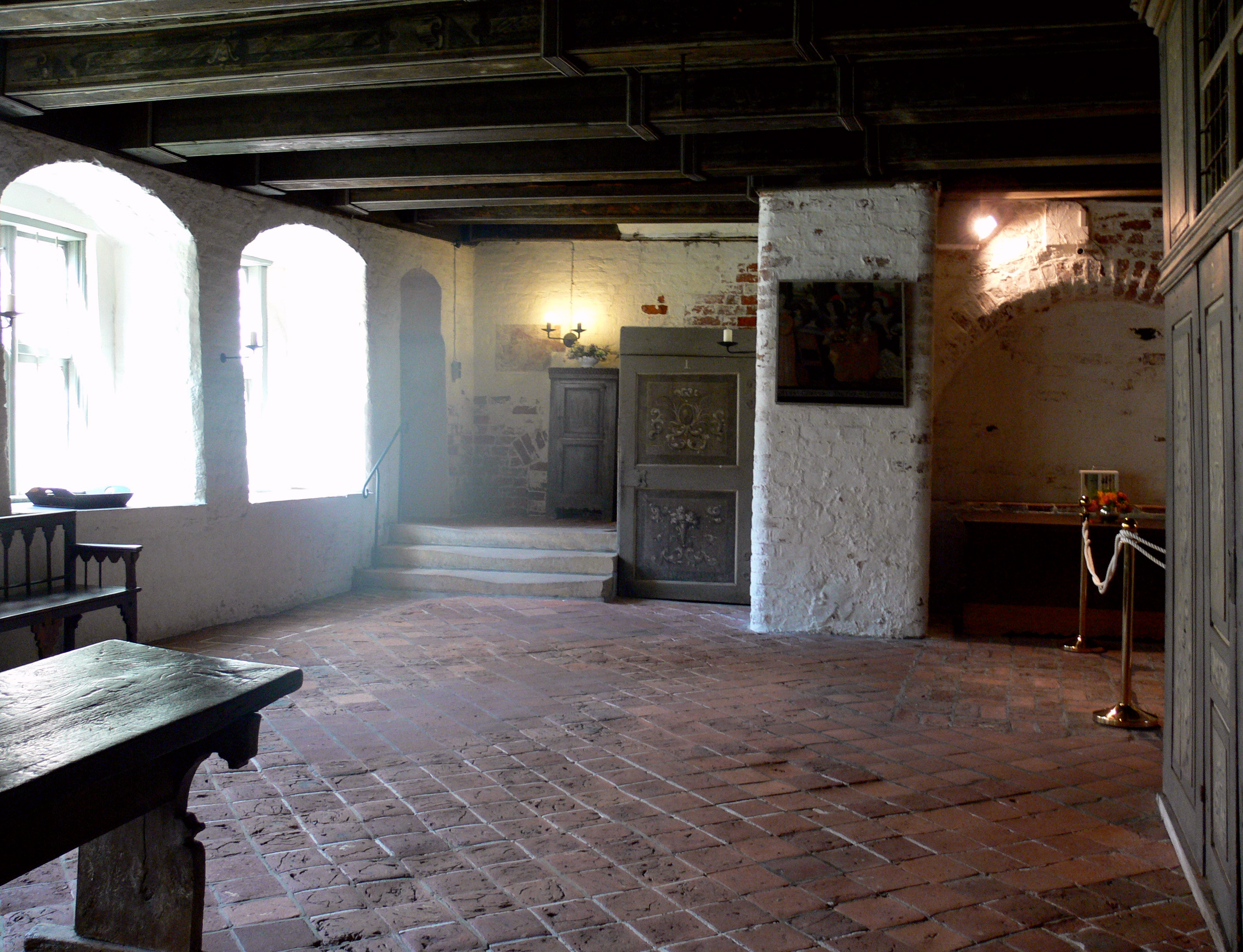
Winterremter
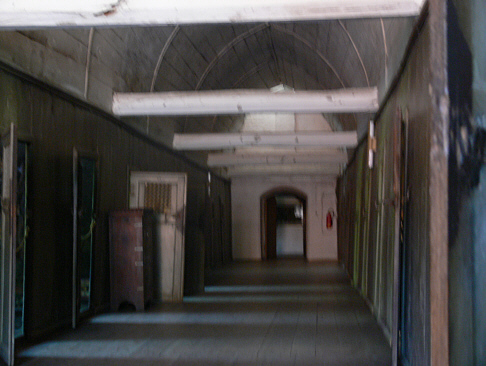
Dormitorium
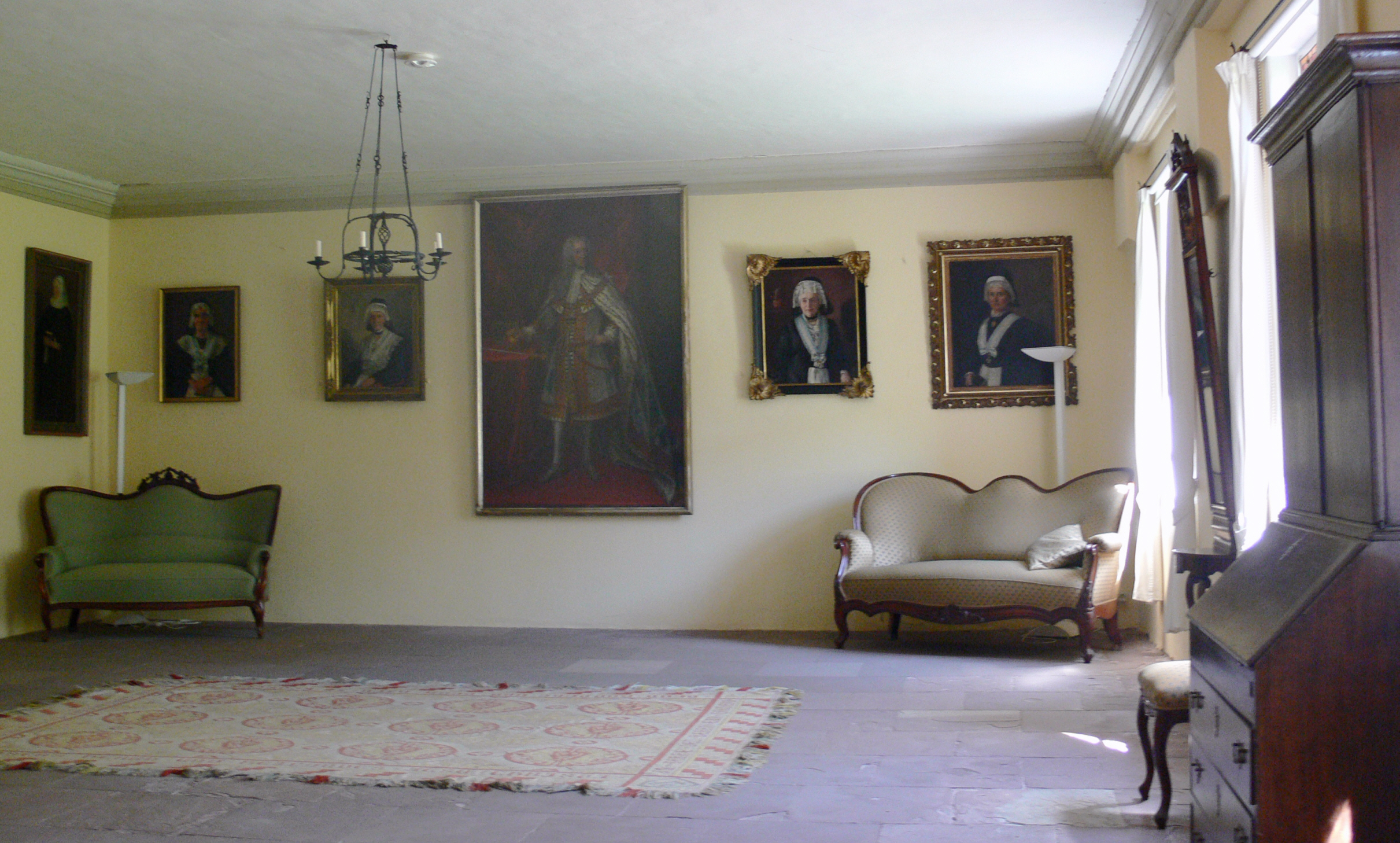
Kapitelsaal
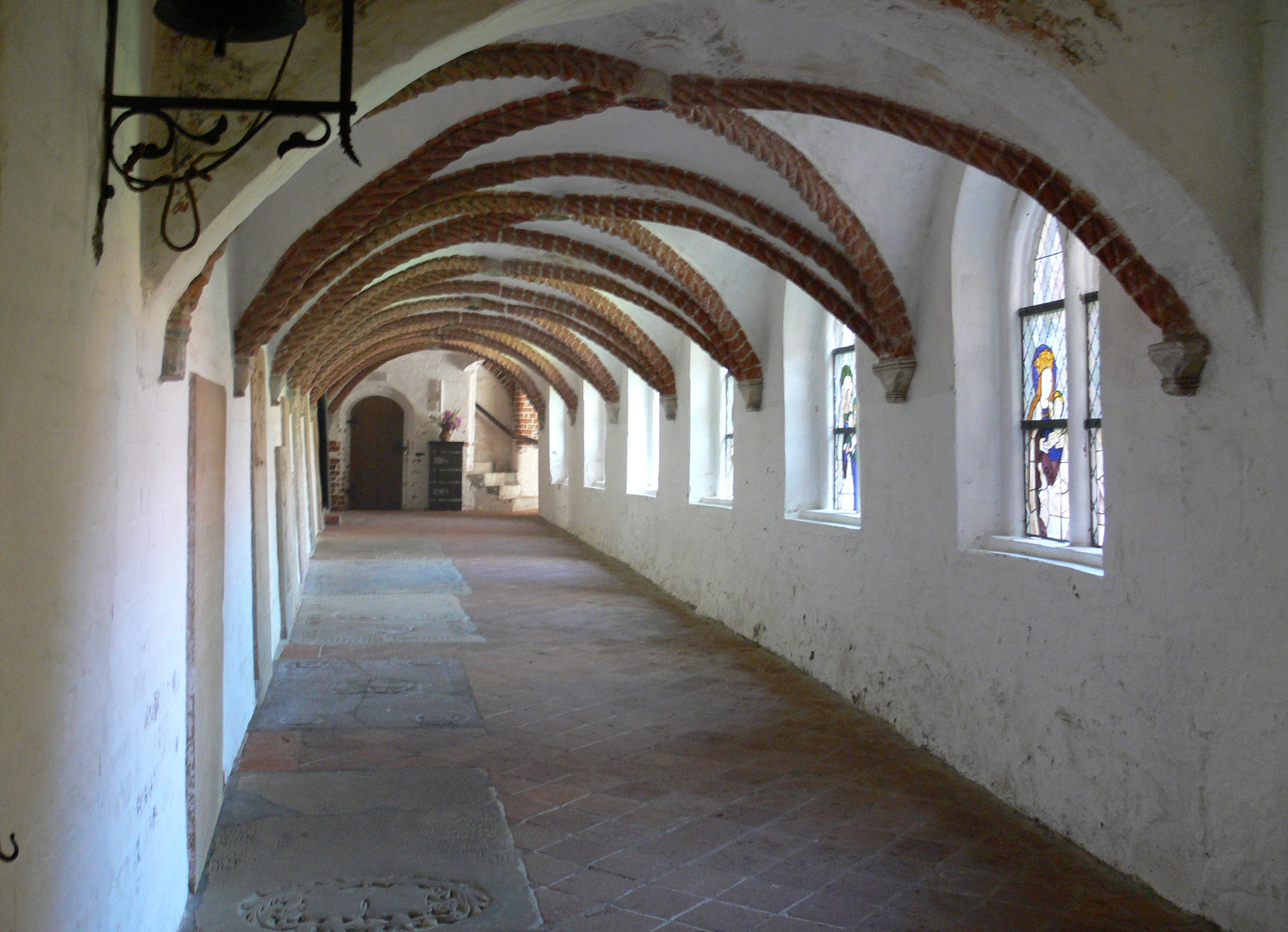
Kreuzgang
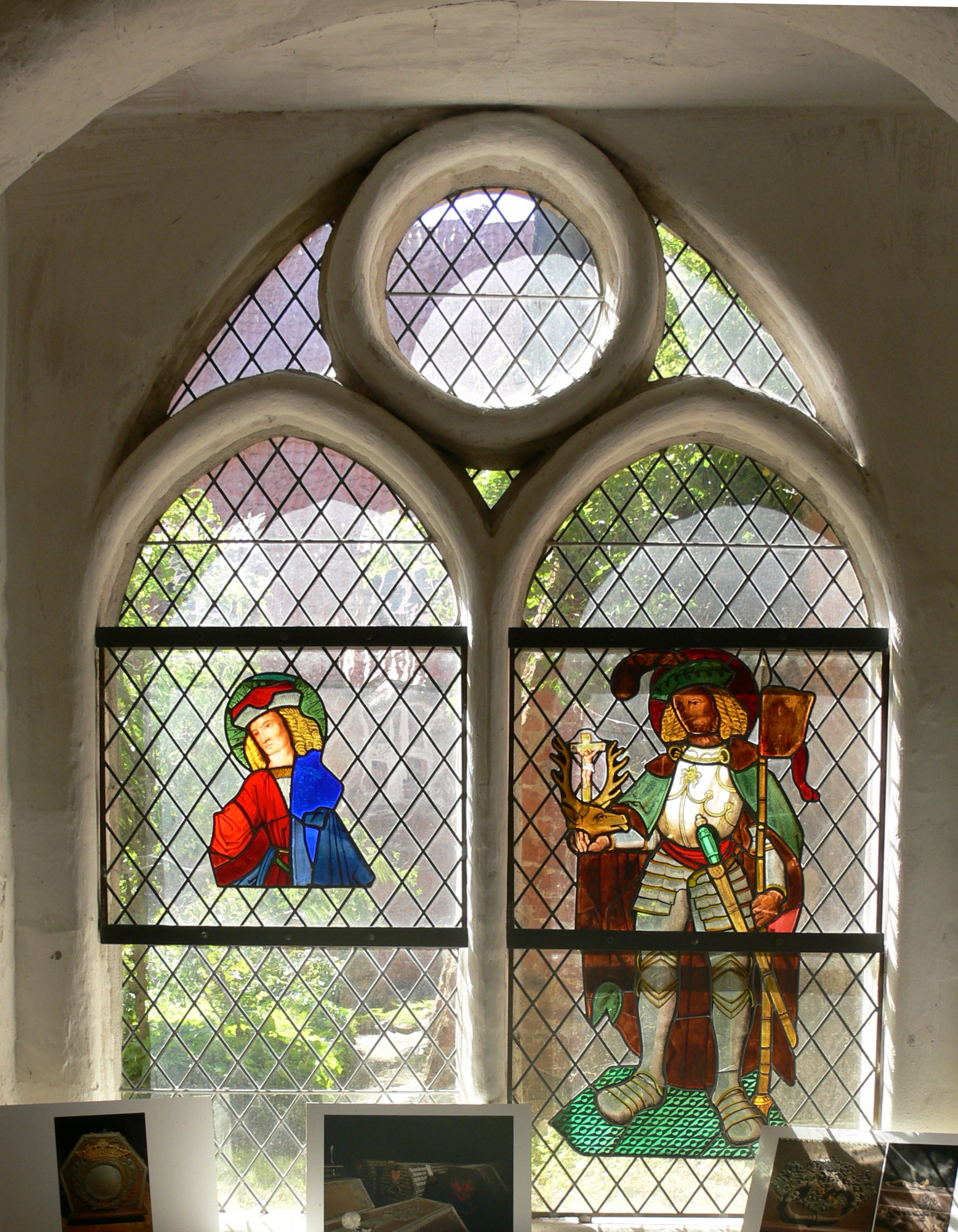
Fenster im Kreuzgang

## Geschichte

### Gründung und Frühgeschichte
Das Kloster Lüne gründete 1172 eine kleine Gemeinschaft, die aus höchstens zehn adligen Frauen aus Nordborstel bestand. Unter der Führung von Hildeswidis von Marcboldestorpe durfte die Gruppe in eine leerstehende Kapelle einziehen, die 1140 als Einsiedelei für einen Mönch aus Lüneburg errichtet worden war. Die Gründungsurkunde unterzeichneten Hugo als Bischof von Verden, Heinrich dem Löwen als Herzog von Sachsen und Bayern sowie Berthold II. als Abt des Klosters St. Michael in Lüneburg. Das Kloster wurde dem heiligen Bartholomäus geweiht und erhielt einen Teil des Apostelgewandes als Hauptreliquie des Klosters. Obwohl das Kloster zunächst keiner spezifischen Klosterregel folgte, übernahm es im Laufe des 13. Jahrhunderts die Benediktinerregel. Die ursprünglichen Klostergebäude brannten zweimal ab (1240 und 1372) und wurden anschließend näher an der Stadt Lüneburg wieder aufgebaut.
Im Laufe des 13. Jahrhunderts wuchs das Kloster auf eine Anzahl von bis zu 60 Nonnen an. Sie rekrutierten sich vor allem aus umliegenden Adelsfamilien und aus den Lüneburger Patrizierfamilien. Zur Deckung der allgemeinen Lebenshaltungskosten war das Kloster in erster Linie auf die jährlichen Einnahmen aus der Lüneburger Saline angewiesen, die es seit 1229 als Pfannherrschaft besaß. 1367 war die Gemeinschaft so einflussreich und wohlhabend geworden, dass sie ihren päpstlich ernannten Propst Aegidius von Tusculum, einen mächtigen Kardinalbischof, offen ablehnte und stattdessen ihren eigenen Kandidaten, den weniger bekannten Konrad von Soltau, wählte. Am Ende einigten sich beide Parteien auf einen dritten Kandidaten, Johannes Weigergang, und Papst Urban V. gewährte den Nonnen das Privileg, ihren eigenen Propst zu wählen. Da die vormodernen Frauenklöster auf einen männlichen Propst angewiesen waren, um die politischen und wirtschaftlichen Interessen der Gemeinschaft nach außen zu vertreten, bedeutete dieses Privileg der freien Wahl das höchste Maß an Autonomie, das das Kloster erlangen konnte. Im Jahre 1395 bekam der Lüne-Propst die volle sakramentale Betreuung der Nonnen zugesprochen, so dass das Kloster nun de facto sowohl weltlich als auch geistlich autonom war.

### Klosterreform von 1481
Das 15. Jahrhundert brachte kirchliche Reformen mit sich. Die Reformbewegung setzte sich in der frühen zweiten Hälfte des Jahrhunderts in Norddeutschland fest. Die aufstrebenden Reformtheologen sahen die reichen und einflussreichen Klöster des Nordens als Abweichler von der ursprünglichen, rechtmäßigen Lehre des Christentums an, vor allem vom Armutsideal. Dabei wurden auch ihre Einmischung in den weltlichen Bereich und ein Rückgang der lateinischen Bildung kritisiert. In den meisten untersuchten Fällen zeigt die Produktion von lateinischen Schriftstücken in den Frauenklöstern jedoch keine Anzeichen für den angeblichen Rückgang der Bildung. Die Abtei Lüne schloss sich 1481 der Bursfelder Kongregation an und nahm den Propst und sieben Nonnen aus dem nahe gelegenen, bereits reformierten Kloster Ebstorf auf. Der Propst, Matthias von dem Knesebeck, setzte die Priorin Bertha Hoyer und ihre Subpriorin ab. Stattdessen machte er seine eigene Kandidatin, die ehemalige Ebstorfer Nonne Sophia von Bodenteich, zur Priorin.
Die Reform beinhaltete einen optimierten Lehrplan für die katholischen Lehre, eine geänderte Liturgie in Übereinstimmung mit der Reform und eine zentralisierte und gemeinschaftliche Einnahme der täglichen Mahlzeiten. Dies sollte die Isolation des Klosters von der Außenwelt verstärken und den erforderlichen Fleischverzicht am Freitag und in der Fastenzeit besser kontrollierbar machen. Der Fleischverzicht stellte eine größere logistische Schwierigkeit dar, da sowohl die Küche als auch das Refektorium umgebaut werden mussten. In der Folge wurde das Kloster in ein dichtes Netz reformierter norddeutscher Frauenklöster und ihrer engagierten Pröpste eingegliedert, die zu einer Regionalmacht innerhalb der norddeutschen Kirchenpolitik wurden.

### Lutherische Reformation

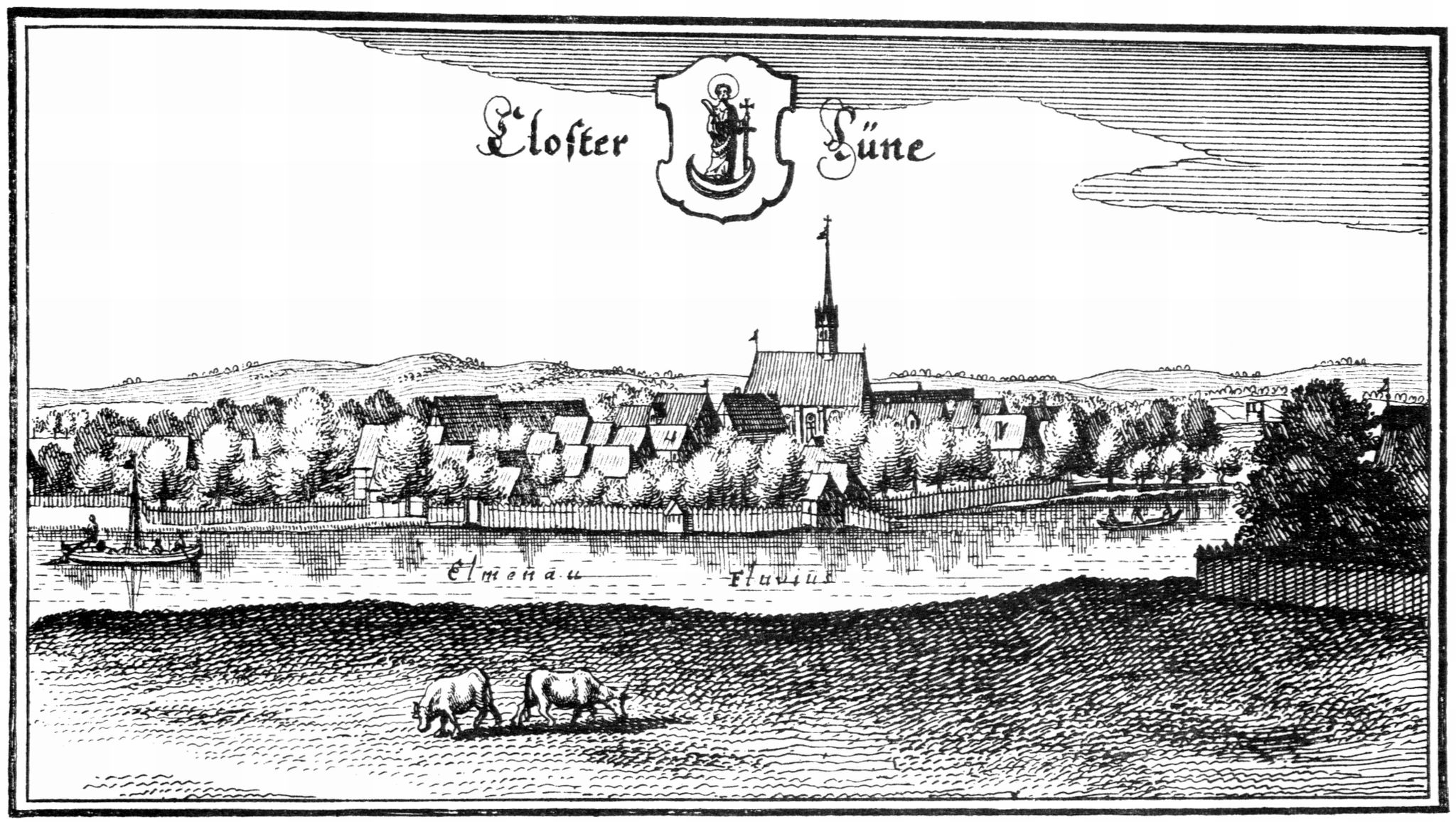
Merian-Stich um 1650

Die territoriale Zersplitterung der politischen Souveränität in Deutschland zu Beginn des 16. Jahrhunderts drängte die einzelnen Landesherren in die Position des offiziellen Entscheidungsträgers über die Annahme oder Ablehnung der Reformation. Die Klöster mussten um ihr Überleben fürchten, da die neue Bewegung die Säkularisation dessen anstrebte, was sie als Ausdruck der Dekadenz und der Abtrennung von den Gläubigen in der Welt sahen. Das Kloster Lüne lag im Bereich des Herzogtums Braunschweig-Lüneburg, das 1519 der Hauptschauplatz der Hildesheimer Stiftsfehde gewesen war. Die Fehde führte zu einer großen Verschuldung Braunschweig-Lüneburgs und damit zur Schwächung der Klöster. Als 1525 viele deutsche Territorien mit Bauernaufständen konfrontiert wurden, versuchte Herzog Ernst der Bekenner, seinen Haushalt rasch zu konsolidieren, indem er eine Forderung von über 28.000 Gulden an alle Klöster in Braunschweig-Lüneburg sandte, die er notfalls mit einer militärischen Machtdemonstration durchzusetzen drohte. Herzog Ernst bekannte sich bald öffentlich zur Reformation und nahm damit die römisch-katholischen Klöster auch direkt ins Visier. Die seit der Klosterreform von 1481 eng verknüpften Frauenklöster Braunschweig-Lüneburgs widersetzten sich den Forderungen des Herzogs, sodass sich die Situation für die nächsten vier Jahre praktisch in einem Patt befand. Im Zuge der Einführung der Reformation im Fürstentum Lüneburg wurde auf Veranlassung von Herzog Ernst dem Bekenner gegen den Widerstand der Nonnen am 26. April 1528 erstmals der Gottesdienst in deutscher Sprache gefeiert. Tatsächlich trat Ende 1529 der Lüner Propst Johannes Lorber von seinem Posten zurück und machte Platz für einen herzöglichen Verwalter, Johannes Haselhorst, und einen protestantischen Prediger, Hieronymus Enkhusen. 1529 wurden die Propsteigüter der herzoglichen Verwaltung unterstellt und ein neuer vom Landesherrn bestimmter Propst eingesetzt, der die Umsetzung der lutherischen Lehre sicherstellen sollte. 1530 folgte eine von Urbanus Rhegius verfasste neue Klosterordnung, die die Liturgie innerhalb der Klöster drastisch veränderte und alle Ordensgelübde aufhob. Die Frauengemeinschaften wurden darin ausdrücklich als die neuen religiösen Feinde bezeichnet. 1531 ging einer der herzoglichen Steuereintreiber so weit, eine der Kapellen des Klosters Lüne, die dem heiligen Gangolf geweiht war, zu zerstören. Als die Priorin Mechthild von Wilde 1535 starb, geriet der Widerstand der Nonnen gegen die Reformation ins Wanken. Zwar konnte das Kloster selbständig eine neue katholische Priorin, Elisabeth Schneverding, wählen, doch mussten sie ihre Eingliederung in die evangelische Landeshoheit des Herzogs akzeptieren. Herzog Ernst hingegen akzeptierte überraschend, das Kloster zu erhalten, und löste die Institution als Ganzes nicht auf. Bedingt durch den erheblichen Widerstand der Nonnen dauerte es jedoch bis zu einer vollständigen Annahme der reformatorischen Lehre durch den Konvent bis zum Jahre 1562. Aufgrund einer Regelung in der Lüneburger Klosterordnung behielt das Kloster jedoch seine Selbständigkeit. Aus den eingezogenen Propsteigütern des Klosters wurde das Amt Lüne gebildet.

### Das Kloster als Damenstift

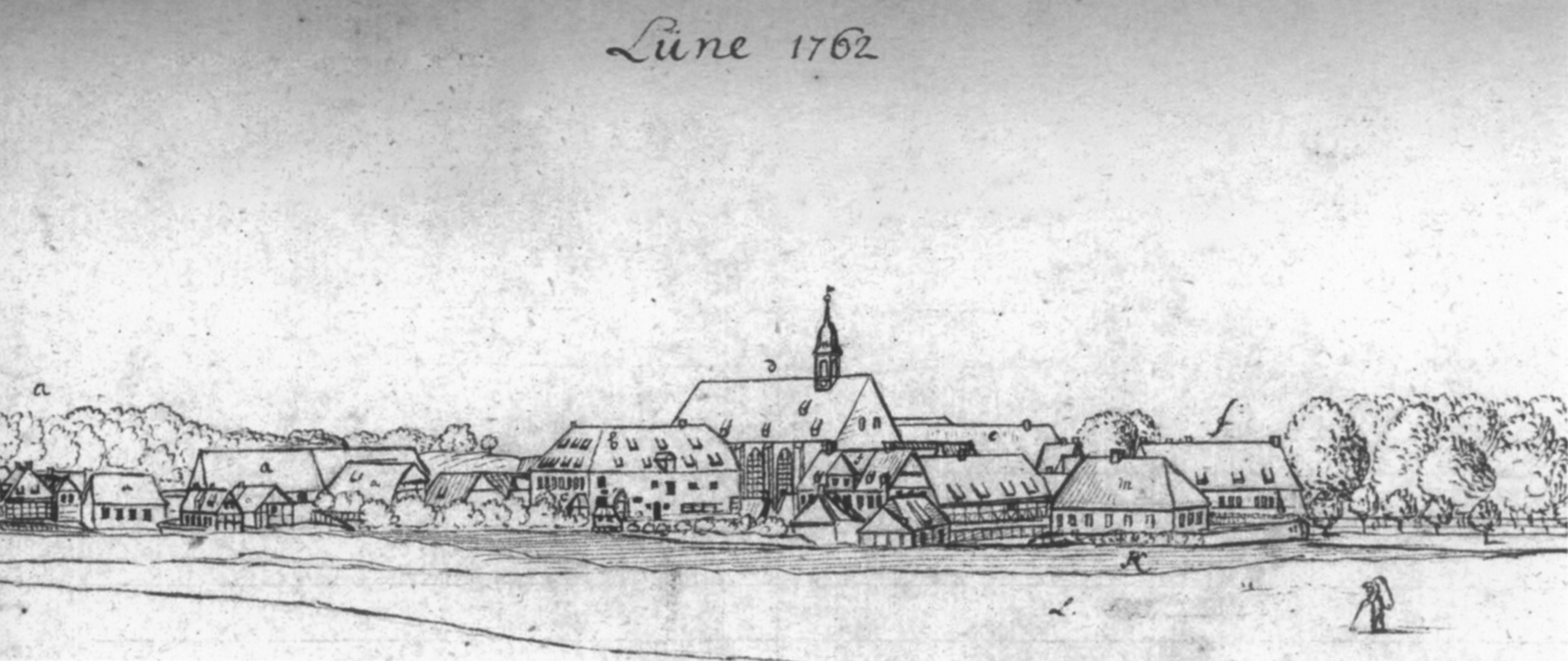
Das Kloster im Jahr 1762

Äußerlich wurde das Kloster Lüne seit 1535 als eine rein säkulare Ruhestandsinstitution behandelt. Innerlich führte die Klostergemeinschaft weiterhin ein hingebungsvolles geistliches Leben in benediktinischer Tradition fort. 1711 erfolgte auf Veranlassung des Herzogs Georg Ludwig von Braunschweig-Lüneburg die Umwandlung des Klosters in ein evangelisches Damenstift, dessen primäres Ziel die Versorgung unverheirateter Töchter des Lüneburger Landadels war.
1793 marschierte während des ersten Koalitionskrieges, an dem das Kurfürstentum Hannover auf der Seite der antifranzösischen Koalition teilnahm, eine französische Armee ganz in der Nähe vorbei. Die Äbtissin, Artemisia von Bock, befürchtete eine bevorstehende Besetzung des Klosters und verkaufte rasch einen großen Bestand an Kunstwerken, Manuskripten und Büchern aus der Bibliothek. Sie kamen teils in Privatbesitz und teils in die Obhut größerer Archive und Depots in der Nähe. Während des Zweiten Weltkriegs fielen viele dieser Archive den Luftangriffen der Alliierten zum Opfer. Ebenso verschwanden Kunstwerke und Manuskripte in den Wirren des Kriegsendes, als die deutschen Verwaltungsstrukturen zusammenbrachen.

### Liste der Vorstehenden des Klosters Lüne
Die nachstehenden Listen beinhalten die Vorstehenden des Klosters Lüne.
- Burchardt: 1197?–1197?
- Otto: 1202?–1213?
- Thietwig: 1231?–1231?
- Conrad: 1241?–1255?
- Werner von Dören: 1263?–1264?
- Heinrich von der Sülte: 1273?–1278?
- Alward: 1282?–1288
- Christian: 1288–1308
- Johannes Schinkel: 1309–1317
- Gerlach von Stade: 1318–1339
- Heinrich von Langlingen: 1341–1369
- Conrad von Soltau: 1369–1370
- Egidius von Tusculum: 1373–1373
- Johannes Weigergang: 1374–1412
- Heinrich (von) Bodenstedt: 1412–1433
- Konrad von Sarstedt: 1433–1440
- Dietrich Schaper: 1440–1451
- Lüder Lerte: 1451–1457
- Dietrich Schaper: 1457–1457
- Nikolaus Graurock: 1457–1470
- Otto Vulle: 1470–1471
- Nikolaus Graurock: 1471–1493
- Nikolaus Schomaker: 1494–1506
- Johannes Lorber: 1506–1529
- Johann Haselhorst in Winsen (herzoglicher Verwalter): 1529–1535

- Hildeswidis von Marcboldestorpe: 1172-?
- Gertrudis: 1231?–1231?
- Oldegardis: 1284?–1289?
- Ghisla: 1299?–1315?
- Elisabeth: 1318?–1329
- Lutgarda: 1330–1337?
- Gertrudis: 1339?–1339?
- Alheyd von Barfelde: 1341?–1346?
- Ghyseltrudis Willeri: 1349?–1357?
- Richza: 1362?–1369
- Mechtildis: 1370–1370?
- Wicburgis: 1374?–1374
- Kunegundis: 1375–1375?
- Mechtildis von Oedeme: 1397?–1415
- Drude Semmelbecker: 1415–1422?
- Helena von Meding: 1436?–1446?
- Gebeke Möller: 1448?–1450
- Gertrudis Schomaker: 1450–1450
- Susanne Münter: 1451–1451?
- Mette von dem Berge: 1458?–1468
- Berta Hoyer: 1468–1481
- Sophia von Bodenteich: 1481–1504
- Mechtild Wilde: 1504–1535
- Elisabeth Schneverding: 1535–1540
- Katharina Semmelbecker: 1540–1562

- Anna Marenholtz: 1562–1580
- Dorothea von Meding: 1580–1634
- Katharina Margaretha von Estorff: 1634–1659
- Dorothea Elisabeth von Meding: 1659–1672
- Dorothea Maria von Estorff: 1672–1680
- Margaretha Elisabeth von Harling: 1680–1685
- Barbara von Wittorf: 1685–1713
- Anna Dorothea von Estorff: 1713–1729
- Eleonore Margaretha von Harling: 1729–1759
- Barbara Sophia von Estorff: 1759–1790
- Eleonore Artemisia Friederike von Bock von Wülfingen: 1790–1798
- Caroline von der Wense: 1799–1838
- Wilhelmine von Meding: 1838–1844
- Friederike von Meding: 1844–1893
- Dorothee Marie von der Decken: 1893–1927
- Emilie Elisabeth von Möller: 1927–1944
- Marie Agnes von Reden: 1944–1970
- Ilse Erna Margarethe Segler: 1970–1976
- Liesel Sofie Gössling: 1976-2000
- Barbara Taglang: 2000-2006
- Renate Krüger: 2006-2008
- Reinhild Freifrau von der Goltz: 2008-2023
- Amélie Gräfin zu Dohna: seit 2023[18]

## Historisches Umfeld und dessen Erforschung
Frauen, die in das Kloster eintraten, brachen den Kontakt zu ihren Ursprungsfamilien nicht ab. Die Nonnen lebten in zwei Familien, da sie sich sowohl mit ihrer leiblichen Familie als auch mit ihren neu gewonnenen Schwestern im Kloster verbunden fühlten. Die familiären Verbindungen zwischen den Nonnen und den Lüneburger Patrizierfamilien sind heute weitgehend rekonstruiert und zeigen eine tiefe Verbindung zwischen dem Kloster und der Stadtpolitik.
Der fortwährende Kontakt zu Verwandten in der Außenwelt ist in ca. 1800 Briefen in lateinischer und niederdeutscher Sprache, insbesondere aus dem 15. und 16. Jahrhundert, dokumentiert. Die spätmittelalterliche Briefsammlung von Lüner Benediktinerinnen fand sich Anfang des 21. Jahrhunderts in einer Truhe im Klosterarchiv und wird seit etwa 2016 von Historikern ausgewertet. Eine digitale Edition der Briefsammlung wird seit 2016 in Form eines digitalen Projekts von den Historikerinnen Eva Schlotheuber, Henrike Lähnemann und weiteren herausgegeben. Die Briefe bieten einen umfassenden wie detaillierten Einblick in das Leben und Wirken der Nonnen im Spätmittelalter, insbesondere durch die Auswirkungen der Reformation.

## Alphabetisierung und Bildung
Die überlieferte Menge an Manuskripten, die innerhalb der Klostermauern entstanden sind, lässt auf eine gründliche Ausbildung der Nonnen in Latein, den Freien Künsten und der Theologie schließen. Der Bildungsstandard beschränkte sich nicht auf die Klosterleitung, sondern erstreckte sich auf jede Novizin, die in das Kloster eintrat, und wurde durch eine eigene Klosterschule gewährleistet. Für die Nonnen war der zentrale Zweck der Erziehung die rechte Durchführung der Liturgie, die auf Latein gesungen werden musste. In ihren Briefen stellten sie sich als Bräute Christi dar und widmeten ihr Leben dem Dienst an Gott als Ehefrauen im Weinberg des Klosters. Ihre persönliche und offizielle Korrespondenz wurde erst kürzlich wieder zur Kenntnis genommen.
Die Briefe zwischen dem Kloster und seinen weltlichen Kontakten, wie der Stadt Lüneburg oder dem Klosterbesitz, wurden auf Mittelniederdeutsch verfasst, das als wirtschaftliche lingua franca innerhalb Norddeutschlands und um die Nord- und Ostsee als den Haupthandelsgebieten der Hanse fungierte. Mischformen zwischen Latein und Mittelniederdeutsch wurden vor allem in der Korrespondenz zwischen den Klöstern verwendet.

## Textilmuseum des Klosters Lüne

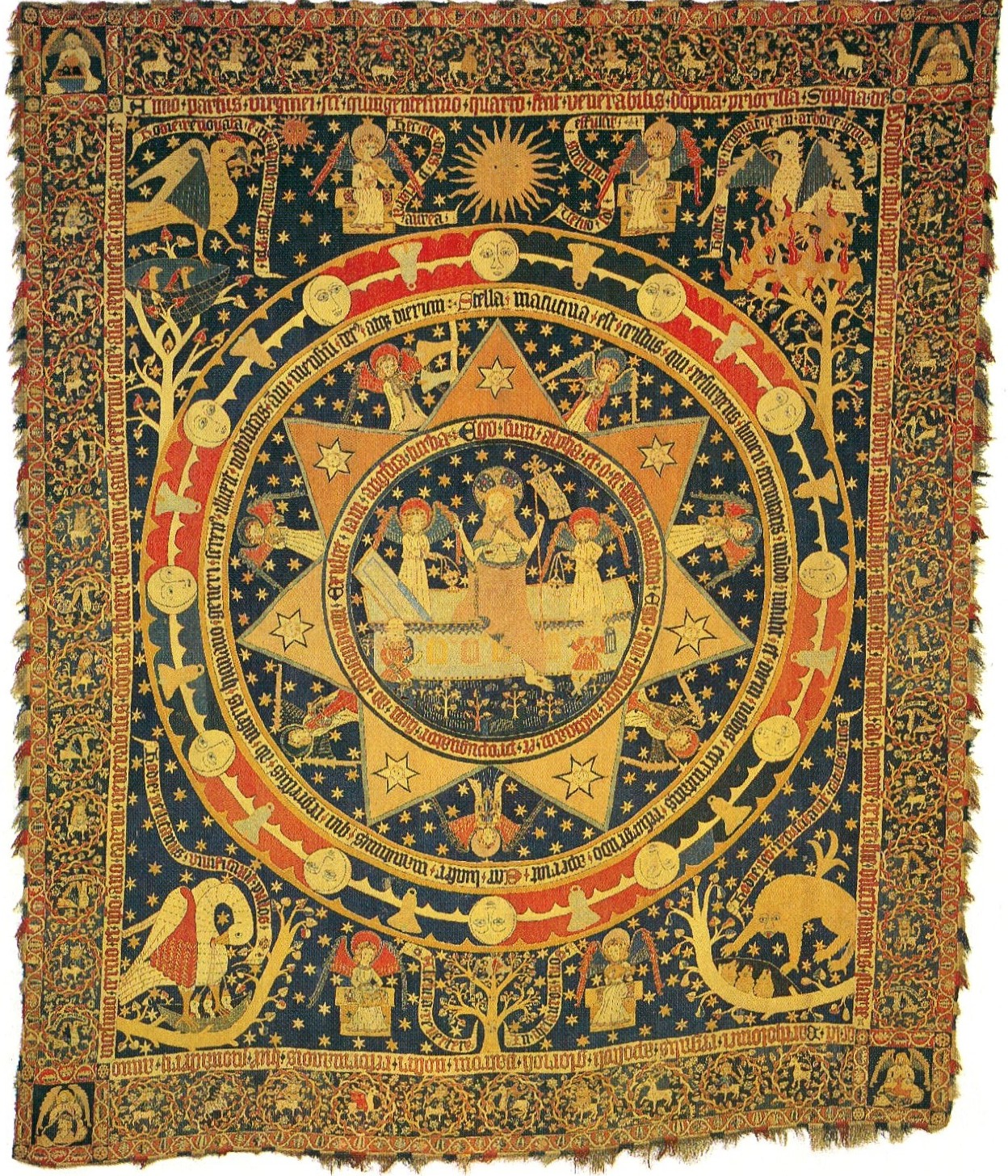
Osterteppich aus dem Kloster Lüne

Berühmt ist Kloster Lüne durch seine Wirk- und Stickereiarbeiten (Wolle auf Leinwand). Wertvolle Stücke (Weißstickereien, Altardecken, Fastentücher und Teppiche), die ältesten aus der Zeit um 1250, sind in dem 1995 eröffneten Textilmuseum auf dem Gelände des Klosters ausgestellt. Darunter der Sibyllen- und Propheten-Teppich, der Wurzel-Jesse-Teppich und der Auferstehungswunder-Teppich (1503). Der Osterteppich wurde 1948 an das Museum für Kunst und Gewerbe Hamburg verkauft.